# Tompa Miklós
Tompa Miklós (Székelyudvarhely, 1910. december 28. – Marosvásárhely, 1996. július 5.): rendező, színészpedagógus, színházigazgató, a Székely Színház (később a Marosvásárhelyi Nemzeti Színház Magyar Tagozata) megalapítója, Tompa László költő fia, Tompa Gábor színházi rendező édesapja.

## Életút
Iskoláit szülővárosában és Marosvásárhelyen végezte. Ugyanitt érettségizett 1930-ban, majd jogot tanult. 1936-ban Budapestre ment, a Nemzeti Színháznál tanult. 1941-ben Kolozsvárra szerződött, ahol bemutatták első rendezését, Németh László Villámfénynél című drámáját. 1944-ben vendégrendezést vállalt a budapesti Nemzeti Színháznál. 1946-ban megszervezte a Székely Színházat.
1948-ban tanítani kezdett a Színművészeti Akadémián (ma Marosvásárhelyi Művészeti Egyetem), 1976-tól – az intézet kéttagozatossá válásától – 1981-ig rektora volt. 1966-ban távozott a Székely Színház éléről, továbbra is tanít az Akadémián és vendégrendezéseket vállalt, elsősorban Sepsiszentgyörgyön. 1981-ben befejezte a főiskolai munkát, nyugdíjba ment. 1991-ben Kolozsváron színpadra állítottaa utolsó rendezését, a Bernarda Alba házát.
A marosvásárhelyi együttes az ő igazgatásának első tíz évében vált országosan, sőt az országhatárokon túl is ismert és nagyra becsült társulattá, az erdélyi magyar színjátszás akkori reprezentatív együttesévé. Előadásaikban a társadalmi vonatkozások, a közösségi mondanivalók párosultak a helyzetek, a jelenetek részletes lélektani kidolgozottságával, produkcióik a mikrorealizmus példaértékű teljesítményeinek minősülnek. A hatvanas évektől – egy régebbi vonzalomhoz visszatérve – ő rendezte Marosvásárhelyen és Sepsiszentgyörgyön a leghitelesebb és leghatásosabb Tamási Áron-bemutatókat.
Művészi pályafutása alatt a következő díjakban részesült: állami díj, a művészet érdemes mestere, Tamási Áron-díj.
1996-ban jelent meg vele egy beszélgetőkönyv, a Székely körvasút, Bérczes László szerzésében-szerkesztésében, a Pesti Szalon Könyvkiadó gondozásában.

## Legfontosabb rendezései
- Bródy Sándor: A tanítónő
- Csehov: Ványa bácsi, Sirály
- Tolsztoj: A sötétség hatalma
- Richard Nash: Az esőhozó ember
- Makszim Gorkij: Kispolgárok, A nap fiai
- Tamási Áron: Énekes madár, Csalóka szivárvány, Tündöklő Jeromos
- Móricz Zsigmond: Úri muri
- Molière: A fösvény
- Benjamin Jonson: Volpone vagy a pénz komédiája
- Ion Luca Caragiale: Az elveszett levél
- Kós Károly: Budai Nagy Antal
- Visnyevszkij: Optimista tragédia